# Hochtrötsch
Der Hochtrötsch oder kurz Trötsch ist ein 1239 m ü. A. hoher Berg im Grazer Bergland im österreichischen Bundesland Steiermark. Die markante Erhebung liegt in der Marktgemeinde Semriach und bildet ein beliebtes Wanderziel. 1931 führte der Grazer Wissenschaftler Friedrich Schmiedl vom Gipfel des Hochtrötsch den weltweit ersten „offiziellen“ Postraketenflug durch.

## Lage und Umgebung
Der Hochtrötsch erhebt sich etwa 800 Meter über dem Mittleren Murtal bei Frohnleiten im Nordwesten der Marktgemeinde Semriach. Er bildet ein kleines Gebirgsmassiv mit dem südwestlich vorgelagerten Rinnweberkogel (1041 m) und dem südöstlich anschließenden Fragnerberg (auch Niedertrötsch, 1109 m), von dem ihn der Trötschsattel (1067 m) trennt. Das Massiv wird im Westen vom Murtal und im Norden von Schrems- und Talgraben begrenzt. Im Süden trennen Badlgraben und Bassgraben es von der Tanneben, im Osten verläuft ein Hügelkamm vom Fragnerberg weiter zum Rechberg. Auf den sonnseitigen Hängen des Trötsch liegen mehrere Siedlungen, darunter Laas, Pfannberg (beide Stadtgemeinde Frohnleiten) und Schönegg (Semriach). Im Ortsteil Dürnberg am Nordwesthang des Berges befindet sich eine der größten Mülldeponien des Landes.

## Geologie und Geomorphologie
Im Raum Hochtrötsch verzahnen sich die Rannach- und Hochlantsch-Fazies des Grazer Paläozoikums. Aufgrund gewaltiger pleistozäner und rezenter Schuttbildungen auf Teilen der Nordflanke und mehrerer Meter mächtiger Verwitterungslehme im Raum Schönegg war der geologische Bau anfangs nur schwer zu erkennen. Der markante, weithin sichtbare Gipfelaufbau erscheint von Süden und Norden trapezförmig und besteht im Wesentlichen aus einer unter- bis mitteldevonischen Dolomit-Korallenkalkfolge, die von Sandsteinen und Grünschiefern des Ordoviziums überlagert wird. Darüber befinden sich wiederum verschiedene Kalke und Dolomite. Gegen den Trötschsattel bilden bis zu 100 m mächtige Metadiabase das Liegende der unterdevonischen Dolomite.
Die angrenzende Fragnerberg-Scholle besteht aus Schöcklkalk mit zwischendurch eingeschalteten Fremdgesteinen. Durch den tektonischen Wechsel zwischen Karbonat- und Silikatgesteinen ergeben sich am Trötschmassiv einige Geländestufen. Dazwischen liegen einige auffällige Verebnungsflächen, etwa am Hochtrötsch knapp unterhalb des Gipfels (zum pannonen Wolscheneck-System gehörend) oder am Fragnerberg.

## Flora und Vegetation

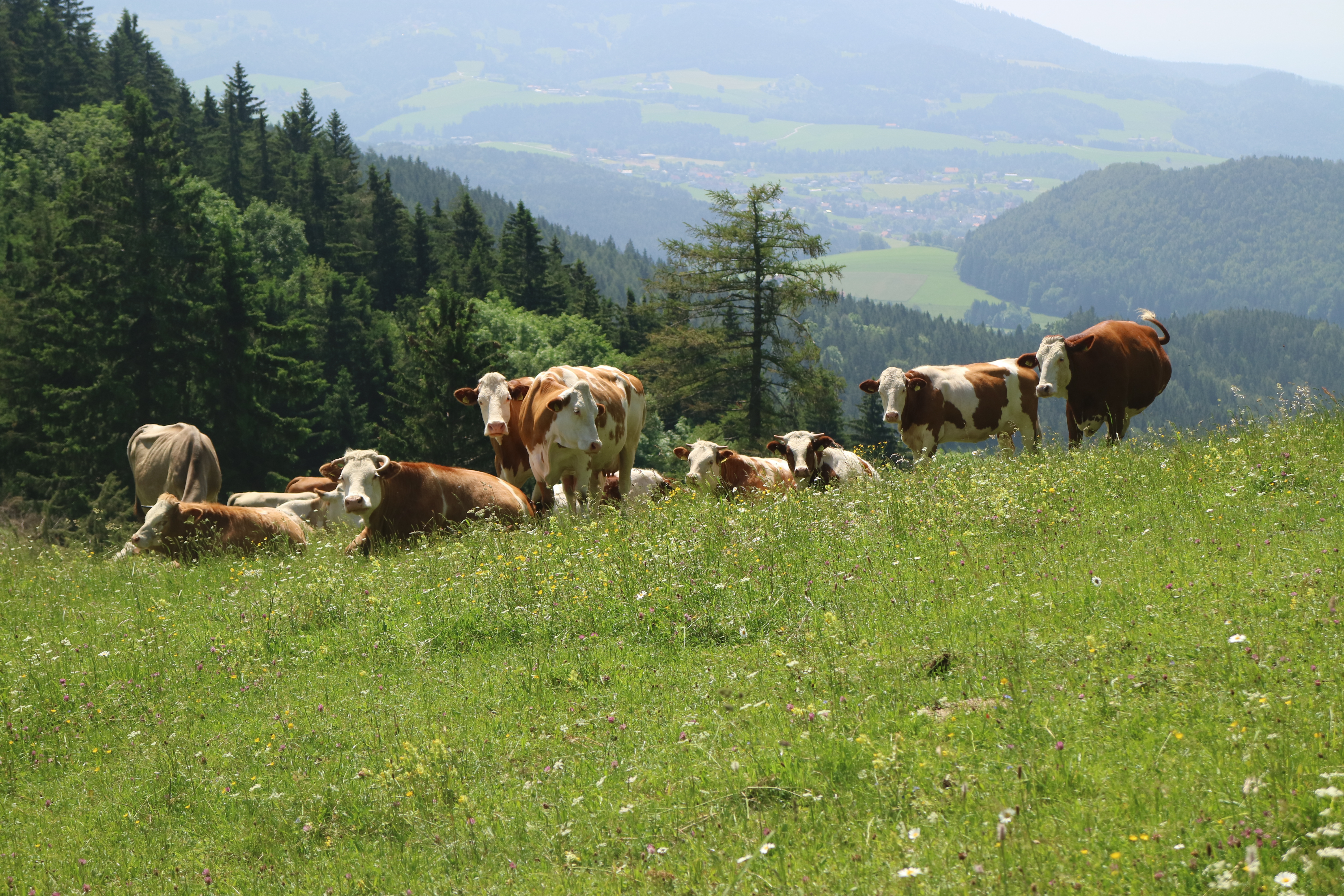
Wiese/Kuhweide am Trötschsattel

Wie aus einem Artikel der Südost-Tagespost hervorgeht, war der Hochtrötsch lange Zeit von einem dichten, natürlichen Wald bedeckt. Nachdem weite Teile davon wirtschaftlichen Interessen und Stürmen zum Opfer gefallen waren, etablierte sich der Hochtrötsch als beliebter Aussichtsberg, was in Wanderbeschreibungen verschiedener Grazer Tageszeitungen bis Mitte des 20. Jahrhunderts klar zum Ausdruck kommt. Heute dominieren Fichtenmonokulturen mit einigen eingestreuten Wiesen, etwa am Trötschsattel oder am Fragnerberg, die in den Sommermonaten als Kuhweiden dienen. Die Böden bestehen aus mehr oder minder kalkhaltigen Felsbraunerden oder wie auf der Holleggweide am Fragnerberg aus Braunlehm. Auf diesen Standorten gedeihen Echte Arnika, Frühlings-Krokus, verschiedene Arten von Enzianen und Zyklamen, Feuer-Lilie, Stein-Nelke und vereinzelt Türkenbund. In den Wäldern sind verschiedene Arten von Kohlröschen, Glockenblumen und Akeleien anzutreffen.

## Geschichte
Das früheste Schriftzeugnis ist von 1293 und lautet „Dretsch“. Der Name geht auf slowenisch drča (Rutsche für Baumstämme, Schleifbahn) zurück. Der Flurname ging auf den Bergnamen über.

### Sagen und Legenden
Anfang des frühen Mittelalters soll sich auf dem Gipfel des Hochtrötsch ein wuchtiger Turm befunden haben, in dem drei „Rüsterknechte“ Ausschau hielten. Die Knechte waren zumeist rohe, wilde Gesellen, die von den umliegenden Bauern Zehent einforderten. Ausrüstung und Verpflegung oblag dem benachbarten Freibauern, der daher „Rüsterbauer“ genannt wurde. Diese Bezeichnung blieb als Vulgoname für die Adresse Trötschweg 5 in Semriach-Schönegg bis heute erhalten.
Rund um die bäuerliche Kulturlandschaft und die dichten Wälder am Trötsch entstanden im Laufe der Jahrhunderte zahlreiche Sagen und Legenden. Eine Sage erzählt von der segensreichen Goldhöhle:
Ein einfacher Bauer, der glücklich und zufrieden mit seiner Familie auf dem Hochtrötsch lebte, entdeckte eines Tages eine geheimnisvolle Höhle im Wald. Vor dem Eingang stand ein Zwerg mit goldbestickten Kleidern, der den Mann einlud, mitzukommen und ihn ins Berginnere führte. Sie betraten einen weiten, glänzenden Raum, dessen Wände über und über mit Goldplatten bedeckt waren. Goldene Säulen trugen eine goldene Decke, von der lange Goldzapfen herabhingen. „Fürchte dich nicht und nimm, was du tragen kannst! Ich erlaube es dir,“ sagte das Männchen zum geblendeten Bauern. Nachdem er Taschen und Hut mit Gold gefüllt hatte, gewährte ihm der Berggeist zum Abschluss einen Wunsch. Der Bauer bat um Regen für seine verdorrenden Äcker und das Männchen sagte, er solle einen Stein in die Höhle werfen. Freudig erregt eilte der Landwirt nachhause, um alles seiner Frau zu berichten. Am nächsten Tag warf er einen Stein in die Höhle und tatsächlich erfrischte ein fruchtbarer Regen seine dürren Felder. Die geschwätzige Bäuerin konnte das Geheimnis jedoch nicht für sich behalten und erzählte allen Bekannten im nahen Frohnleiten von der Goldhöhle. Noch in derselben Nacht kamen viele habgierige Männer auf den Berg, um nach Gold zu suchen, sie fanden aber nicht einmal den Höhleneingang wieder.
Die sogenannte Jurikeusche beim Rüsterbauer bietet ebenso Stoff für eine Legende. Juri und sein Vater sollen im 17. Jahrhundert aus der Untersteiermark eingewandert sein und sich als Knechte bei Bauern am Hochtrötsch niedergelassen haben. Der Legende nach besaß der junge Juri Bärenkräfte, was ihm den Beinamen „der Starke“ einbrachte. Einmal soll er als Wetteinsatz in Semriach ein Fass Wein geschultert haben und damit nachhause marschiert sein. Unterwegs nahm er noch einen Sack Mehl auf und trug die schwere Last zu seiner Keusche auf dem Hochtrötsch, ohne auch nur einmal zu rasten.
Eine mit dem Berg verbundene Bauernregel lautet „Hat der Hochtrötsch einen Hut, andern Tag es regnen tut.“

### Erster „offizieller“ Postraketenflug der Welt
Der gebürtige Oberösterreicher Friedrich Schmiedl begann bereits in Jugendjahren mit dem Bau von Raketen. Im Februar 1931 startete der studierte Techniker/Chemiker auf dem Grazer Hausberg Schöckl die erste Postrakete der Welt. Schmiedl optimierte danach seine Rakete vom Typ „R 1“, die 170 cm in der Länge und bis zu 24,5 cm im Durchmesser maß. Die Messinghülse mit Steuer- und Stabilisierungsflächen aus Aluminiumblech war auf der Innenseite mit Asbest verkleidet und erreichte ein Leergewicht von 7 kg. Als Treibstoff diente ein im Selbstverfahren hergestelltes Gemisch aus Chlorat- und Nitratpulver. Am 9. September 1931 startete Schmiedl vom Gipfel des Hochtrötsch, von wo aus das „Geschoss“ 333 Briefe, Ansichtskarten und kleinere Pakete ins nahegelegene Semriach beförderte. Die Rakete wurde über eine Gleitschienenrampe in einem Winkel von 65 Grad gegen den Ort abgeschossen und erreichte bei einer geschätzten Geschwindigkeit von 2000 m/s eine maximale Flughöhe von 14.000 m, ehe sie mittels selbstauslösendem Fallschirm landete. Die zum Schutz vor Nässe und Beschädigung in einen Metallapfel im Raketenkopf eingelötete Post konnte drei Stunden nach dem Start dem Semriacher Postamt zur Weiterbeförderung übergeben werden. Damit ging dieses Ereignis als erster „offizieller“ Postraketenflug mit postamtlicher Zustellung in die Geschichte ein.
Der Raketenstart am Hochtrötsch blieb von den Medien vorerst unbemerkt. Schmiedl hatte jedoch einen der 333 Briefe an die Redaktion der Kleinen Zeitung adressiert, wodurch mit einiger Verspätung doch darüber berichtet werden konnte. Finanziert hatte der Wissenschaftler das Projekt mit selbstgedruckten Briefmarken, die er illegalerweise an die Absender der Raketenpost verkaufte. Da rund ein Drittel der Briefe nach Übersee gelangte, verbreiteten sich die violetten Marken mit dem Aufdruck einer Rakete und der Bezeichnung „R 1“ und genießen heute unter Philatelisten einen gewissen Wert. Wie später bekannt wurde, befanden sich an Bord der Rakete auch einige ausgewählte Insekten, darunter Schmetterlinge, Käfer und Wespen, die den Flug alle unbeschadet überstanden. Darüber hinaus zündete Schmiedl an diesem Tag noch acht weitere, kleinere Raketen. Ein Foto zeigt den etwa 2 m hohen Startturm am fast baumfreien Trötsch-Gipfel unmittelbar nach dem Abschuss.
1961 erinnerte die Österreichische Post mit einer Sondermarke an dieses Ereignis.

## Tourismus

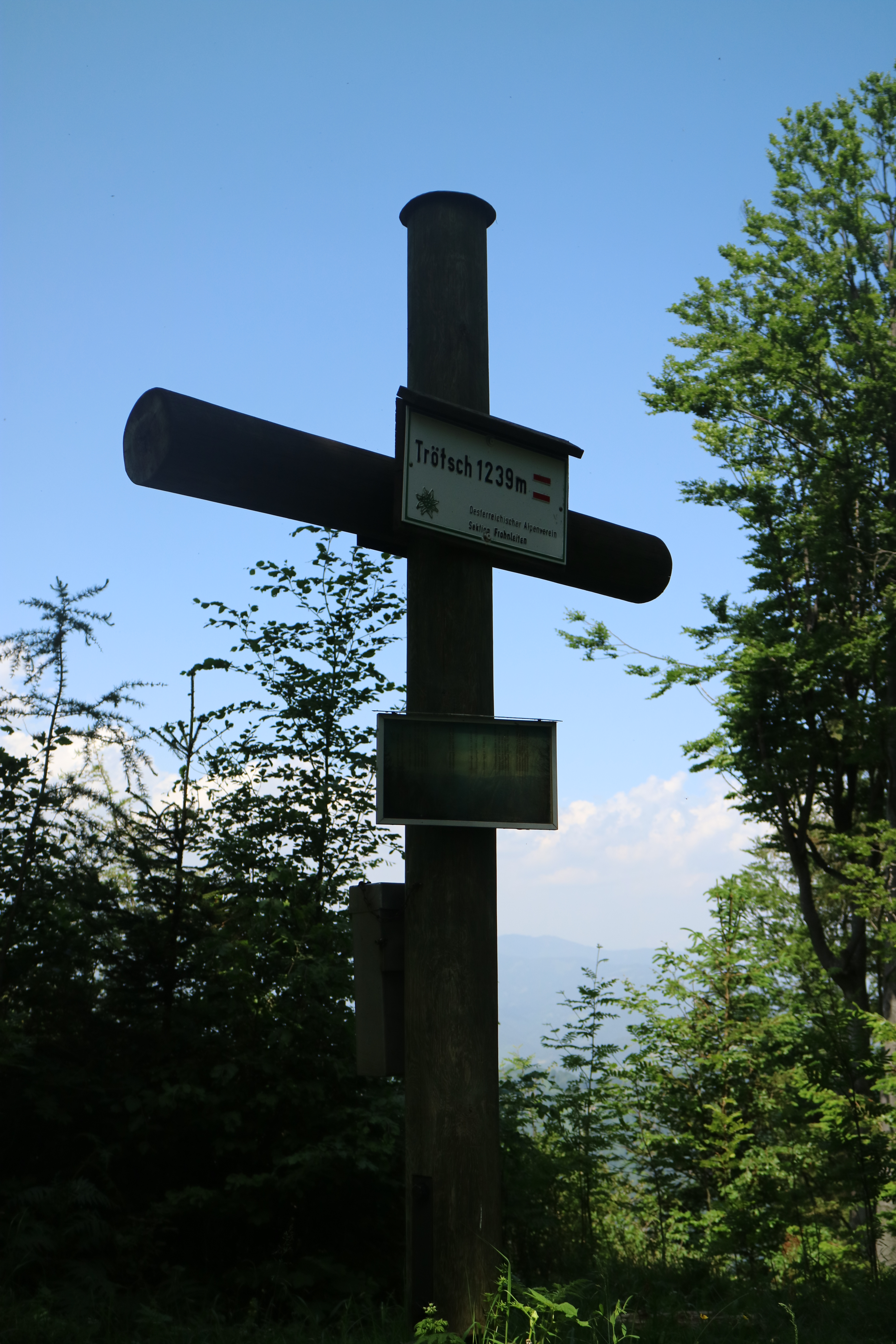
Gipfelkreuz am Trötsch

Obwohl der Hochtrötsch abseits der beliebtesten Ausflugsziele im Grazer Bergland liegt, wird er aufgrund leichter Erreichbarkeit dennoch gern bestiegen. Trotz geringer Seehöhe und mäßiger Felsflanken genießt der Berg den Ruf eines alpinen Gipfels. In der Vergangenheit galt der Trötsch vor allem als hervorragender Aussichtsberg. Wilhelm Ritter Gründorf von Zebegény verglich den Ausblick in seinem Reiseführer Grazer Tourist (1903) mit den schönsten Schweizer Landschaften. Ernst Coelln nannte den Hochtrötsch in seinem Werk 100 Ausflüge von Graz (1924) einen „einsamen, weil wirtshauslosen Berg mit weiter Fernsicht“.
Heute ist der Gipfel wieder von einem dichten Wald bestanden, der lediglich auf einem schmalen Korridor Richtung Nordwesten (Brucker Hochalpe, Talboden bei Wannersdorf) Ausblick gewährt. Auf dem Gipfel steht neben dem hölzernen Gipfelkreuz der ÖAV-Sektion Frohnleiten (inklusive Gipfelbuch) eine Sitzbank mit Jausentischchen. Der 1239 m ü. A. hohe Berg ist von drei Seiten aus auf Wanderwegen erreichbar. Der einfachste bzw. schnellste Aufstieg führt über den extra beschilderten Trötsch-Rundweg (R8) von Dreihöfen (Gasthof Trötschwirt) – an der Straße zwischen Neudorf und Rechberg – in etwa einer Stunde zum Gipfel. Man passiert dabei die Holleggweide („Fragneralm“), das sogenannte Friedenskreuz und die Rüsterweide (mit Ausblick zu Röthelstein und Roter Wand). Der Aufstieg vom Trötschsattel zum Gipfel ist steil und erfordert ein Mindestmaß an Trittsicherheit. Der Rückweg führt über den Winterbauer, den höchstgelegenen Bauernhof im Bezirk, und den Rüsterbauer.
Mit öffentlichen Verkehrsmitteln erreichbare Ausgangspunkte sind die Bahnhöfe Frohnleiten und Peggau-Deutschfeistritz sowie der Ort Semriach. Die Gehzeiten betragen zwischen zwei (Frohnleiten) und drei Stunden (Peggau). Über den Gipfel führt eine Etappe des Grazer Umland-Weges. Wandervorschläge aus weitgehend unmotorisierten Zeiten kombinieren die Trötsch-Besteigung mit einem Besuch der Lurgrotte oder einer Runde über Rechberg und Harterberg (1036 m).